# Fintar o Destino
Fintar o Destino és una pel·lícula capverdiana de temàtica esportiva dirigida pel director de cinema portuguès Fernando Vendrell. Els protagonistes eren Carlos Germano, Betina Lopes i Paulo Miranda.

## Argument
Mané, de 50 anys, resident de Mindelo a l'illa de São Vicente on regenta un pub i entrenador de futbol juvenil. Se'l recorda cada dia com un ex porter reeixit. La vella admiració per ell desapareix constantment. Per tant, no té la possibilitat de fitxar pel S.L. Benfica, i entrena al jove Kalu en l'equip perquè algun dia jugui al Benfica. Contra la voluntat de la seva esposa, fer un viatge a Lisboa. No volia veure millorar el seu fill, sinó al Benfica amb motiu del partit final i com a oportunitat perquè Kalu hi jugués. També li va instar a trobar un esportista que, a diferència d'ell, decideix canviar al Benfica. Posteriorment va tornar a la seva illa natal de São Vicente.

## Repartiment
- Carlos Germano - Mané
- Betina Lopes - Lucy
- Paulo Miranda - Kalu
- Manuel Estevão - Djack
- Figueira Cid - Joaquim
- Daniel Martinho - Alberto
- Rita Loureiro - Julia
- Diogo Dória
- Rui Águas
- António Veloso

## Recepció
La pel·lícula va rebre crítiques moderades dels directors relacionats amb la lusofonia africana. El focus de la pel·lícula no era el problema d'una zona, sinó també els seus personatges i visions i expectatives diferents de la vida, el seu entusiasme pel futbol.
La pel·lícula va guanyar alguns premis, inclosa una nominació a la secció panoràmica al Festival de Cinema Internacional de Berlín de 1998 (Berlinal) i un Premi del Jurat al Festival de Fantasporto.